# Cerococcus asparagi
Cerococcus asparagi är en insektsart som beskrevs av Joubert 1925. Cerococcus asparagi ingår i släktet Cerococcus och familjen Cerococcidae. Inga underarter finns listade i Catalogue of Life.